# Victor Conrad
Victor Conrad (também Viktor Conrad; Viena, 25 de agosto de 1876 – Cambridge, Massachusetts, 25 de abril de 1962) foi um climatologista e geofísico (sismologia) austro-estadunidense.

## Vida
Victor Conrad foi geofísico na Zentralanstalt für Meteorologie und Geodynamik em Viena. Desenvolveu um sismógrafo para fortes terremotos, reconhecido como descobridor da descontinuidade de Conrad na crosta terrestre. É considerado um dos cofundadores da meteorologia teórica. De 1910 a 1918 foi professor da Universidade Chernivtsi, a partir da década de 1920 lecionou na Universidade de Viena.
Após o Anschluss em 1938 seguiu para os Estados Unidos, onde seguiu sua carreira universitária e lecionou em 1940–1942 na Universidade de Nova Iorque, em seguida no Instituto de Tecnologia da Califórnia, na Universidade de Chicago e desde 1944 na Universidade Harvard, onde aposentou-se em 1951.

## Obras
- Victor Conrad e Leo Wenzel Pollak: Methods in Climatology. Harvard. Ed. 2, 1950; 1459 pp.